# Cultura manutentiva
Il termine cultura manutentiva include delle tematiche relative alla manutenzione delle opere umane.  La manutenzione è presente in gran parte delle attività umane, e ciò da un lato comporta una gran varietà di applicazioni, da un altro lato ostacola la visione della manutenzione come un insieme di principi e di tecniche coerenti e indipendenti dal campo di applicazione. 
Le basi culturali della manutenzione sono infatti trasversali ad essi e sono riconducibili alle quattro aree sommariamente descritte in questa pagina, le quali formano così il corpus disciplinare della manutenzione moderna.

## La scienza manutentiva dal '900 ad oggi
Considerando il XX secolo si possono identificare diversi periodi che hanno caratterizzato importanti cambiamenti nella cultura manutentiva internazionale e, di riflesso, in quella italiana.
In una prima fase, dagli inizi del '900 fino all'affermarsi in Italia della seconda rivoluzione industriale, la manutenzione è un'attività artigianale anche dove è operata all'interno della fabbrica. Nell'industria è il periodo del fordismo, della catena di montaggio e di Frederick Winslow Taylor.
In una seconda fase, dagli anni venti fino alla seconda guerra mondiale, in alcuni settori più avanzati, come il metallurgico e il siderurgico, l'estrattivo e le prime aziende di processo, l'industria automobilistica e infine la Regia Marina Italiana, la manutenzione diventa una funzione ben identificata nel panorama aziendale. Nelle grandi navi che caratterizzano il primo novecento, il direttore di macchine, svolge un ruolo non molto diverso da quello che sarà il capo manutenzione nell'azienda manifatturiera del secondo dopoguerra. Nell'industria è il periodo delle strutture funzionali di Alfred Sloan e della General Motors.
In una terza fase, negli anni della produzione di massa, dal secondo dopoguerra alla fine degli anni settanta, si sviluppano e, in parte, si affermano, principalmente nei settori più critici (nucleare, aerospaziale, siderurgico, chimico e petrolchimico, ecc.), le tecniche moderne di analisi e di progettazione della manutenzione che si basano sulla teoria dell'affidabilità (RCM, FMEA-FMECA), sulla logistica (ILS) e sul costo del ciclo di vita (terotecnologia). È il periodo dell'evoluzione “scientifica” del settore industriale, allora dominato dalla ricerca operativa e dalle tecniche quantitative, quando Wickham Skinner scrive “Manufacturing in the Corporate Strategy”  e pone la fabbricazione al centro della vita aziendale.
In una quarta fase, negli anni ottanta e fino agli inizi degli anni novanta, si afferma invece una visione più “olistica” della manutenzione dove la dimensione organizzativa svolge un ruolo primario. Seiiki Nakajima, con la sua TPM è il mattatore di questo periodo, dove fra l'altro l'industria manifatturiera in senso stretto si automatizza ed occupa un posto di sempre maggiore rilievo nel panorama industriale. È il periodo in cui nell'industria si affermano le cosiddette “tecniche produttive giapponesi” e Tom Peters assieme a Robert Waterman, scrive “Alla ricerca dell'eccellenza”  un best seller tradotto nelle principali lingue mondiali che superò i due milioni di copie. Un record ineguagliato nella saggistica. Compaiono così l'empowerment, il brand e le cosiddette “risorse invisibili”.
Infine oggi, si osserva una fase di “riflusso”, dove l'impresa dovendo fare i conti con globalizzazione e la necessità di controllo e riduzione dei costi interni ha fatto una severa cura dimagrante e, di riflesso, la manutenzione ha dovuto fare i conti con le poche risorse disponibili. È il periodo del reengineering, e di Michael Hammer che con James Champy ha scritto “Reengineering the Corporation” , invitando le aziende a “distruggere per ricostruire”. Non è diventato un best seller come quello di Tom Peters, ma è stata la parola d'ordine che ha fatto superare alle aziende la boa dell'anno 2000.
Con ciò non bisogna pensare che prima del Novecento la manutenzione non fosse adeguatamente ingegnerizzata. Tralasciando il paleolitico e il neolitico (dal 10.000 a.C. al 3.500 a.C.), già nel 3.000 a.C., quando nacque la scrittura, e quindi la testimonianza, i Sumeri costruivano acquedotti lunghi 450-500 chilometri (il canale di Assur che attingeva l'acqua dall'Eufrate) che avevano bisogno di precisi piani di manutenzione preventiva e della collaborazione degli utilizzatori (manutenzione autonoma), per non parlare degli Egizi, dei Romani, dell'Impero d'oriente e di occidente, dei comuni e delle signorie, del rinascimento, dell'illuminismo, della prima rivoluzione industriale.
Ne deriva che la cultura manutentiva si è stratificata attraverso tutte queste esperienze fino ad avere un preciso corpus disciplinare che oggi, in gran parte, trova una sintesi nella cosiddetta ingegneria di manutenzione.

## Principali aree di interesse
Nella scienza manutentiva possiamo identificare le seguenti macro aree di interesse: progettazione dei sistemi, progetto della manutenzione, gestione manutentiva e organizzazione.
Gli elementi fondanti della manutenzione nella progettazione dei sistemi vanno dalla manutenibilità, come requisito nella fase di progettazione, alle tecniche RAMS (Reliability, Availability, Maintanability and Safety) usate per arrivare ad un compromesso fra Affidabilità, Manutenibilità e Disponibilità e costi di realizzazione del sistema. Manutenzione e Progettazione dei sistemi sono mutualmente interfacciati fra loro.
Il progetto della manutenzione, comprende i metodi di lavoro, i piani, le politiche, le analisi economiche utilizzate per la valorizzazione patrimoniale dei sistemi, per esaltarne la longevità o per creare il contesto più conveniente in vista di un'eventuale loro dismissione e sostituzione (LCC, ad esempio, nelle alternative di investimento), il budget tecnico/economico, le tecniche di indagine delle caratteristiche affidabilistiche impiegati sia in progettazione sia durante l'esercizio del sistema, e via.
La gestione manutentiva comprende il controllo prestazionale del sistema, le numerosissime tecniche utilizzate nella gestione come la diagnostica tecnica, il monitoraggio continuo ed i controlli non distruttivi. La gestione poi si interfaccia con la tecnologia dei sistemi per dare vita alle azioni manutentive.
E infine l'organizzazione, con i modelli manageriali e strategici, che perseguono il fine di rendere efficace il processo manutentivo, senza peggiorarne l'efficienza, (o addirittura come il TPM, ponendosi l'obiettivo di migliorare l'efficienza attraverso un miglioramento dell'efficacia dell'intervento manutentivo), con i processi e il sistema informativo, questi ultimi strettamente interfacciati con la gestione. L'organizzazione manutentiva si interfaccia anche con i processi e l'organizzazione aziendale.